# Distretto di San Francisco de Ravacayco
Il distretto di San Francisco de Rivacayco è uno degli otto distretti della provincia di Parinacochas, in Perù. Si trova nella regione di Ayacucho e si estende su una superficie di 99,83 chilometri quadrati.

Istituito il 23 aprile 1960, ha per capitale la città di San Francisco de Rivacayco; nel censimento del 2005 contava 551 abitanti.